# Claudio Pätz
Claudio Pätz (Urdorf, Zürich kanton, 1987. július 1. –) olimpiai bronzérmes svájci curlingjátékos.

## Élete
Apja hatására nyolcévesen kezdett el curlingezni. Húga, Alina szintén curlingjátékos. Sportpályafutása során két alkalommal szerzett világbajnoki bronzérmet (2014, 2017). 2013-ban, a norvégiai Stavangerben rendezett curling Európa-bajnokságról aranyérmet, két évvel később pedig ezüstérmet hozott el. 2016-ban és 2017-ben Európa-bajnoki harmadik helyezett lett.
2014-ben tagja volt a téli olimpiára kiutazó svájci curling csapatnak, ahol a nyolcadik helyen zártak. Négy évvel később, a dél-koreai Phjongcshangban rendezett XXIII. téli olimpiai játékokról már bronzéremmel térhetett haza, miután – a harmadik helyért vívott csatában – legyőzték a kanadaiakat.